# 大流感應變督導委員會
大流感應變督導委員會為指揮香港政府流感大流行應變計劃的委員會，主席會因應情況及級別而有所不同。
戒備應變級別是一個開始，如果計劃宣佈要開始的時候第一時候會是戒備應變級別。而嚴重應變級別是證實香港境內已知會對人類健康造成影響的病毒所引致的高致病性禽流感或香港境外證實出現人類感染流感，情況嚴重的時候衛生署署長會建議食物及衛生局局長啟動這個級別。緊急應變級別是最高的一級，意味香港已經進入流感高峰期，啟動的條件是必須在香港境內有新流感或世衛的流感大流行警告級別為最高的第六級。更多資料可以在這個章節找到。

## 政府流感大流行應變計劃
這裡列出各級別的詳細內容。

### 戒備應變級別

#### 啟動條件
- 香港境外證實在家禽中爆發高致病性禽流感，漁農自然護理署署長建議時，食物及衞生局局長就會啟動戒備應變級別；或
- 香港境外證實出現人類感染禽流感的個案。衞生署署長會建議食物及衞生局局長啟動戒備應變級別；或
- 香港境外證實出現人類感染流感，衛生署署長會建議食物及衛生局局長啟動戒備應變級別。

#### 指揮架構
食物及衛生局、衛生署、醫院管理局（醫管局）、漁護署及食環署將會負責評估風險性質及級別。

### 嚴重應變級別

#### 啟動條件
- 香港境內證實家禽所處環境或在零售市場、批發市場或農場的家禽中爆發由已知會對人類健康造成影響的病毒所引致的高致病性禽流感。漁護署署長或食物環境衞生署（食環署）會建議食物及衞生局局長會啟動嚴重應變級別；或
- 香港境內證實出現人類感染禽流感的個案，但無證據顯示病毒容易在人與人之間傳播。衛生署署長會建議食物及衞生局局長啟動嚴重應變級別；或
- 香港境外證實出現人類感染流感，情況開始嚴重，衛生署署長會建議食物及衛生局局長啟動嚴重應變級別。

#### 指揮架構
由醫務衞生局局長大流感督導委員會主席。
核心成員：
- 醫務衞生局常任秘書長
- 環境及生態局常任秘書長（食物）
- 教育局常任秘書長
- 商務及經濟發展局常任秘書長（工商及旅遊）
- 漁護署署長
- 食環署署長
- 衛生署署長
- 衛生防護中心總監
- 民政事務署署長
- 政府新聞處處長
- 社會福利署署長
- 旅遊事務專員
- 醫院管理局行政總裁

### 緊急應變級別

#### 啟動條件
- 有證據確定外地或本港出現容易在人與人之間傳播的新型流感[解釋 1]；或
- 食物及衞生局局長會在衞生署署長的建議下啟動緊急應變級別；或
- 香港確診新型流感個案；或
- 世衛的流感大流行警告級別為最高的第六級。

#### 指揮架構
督導委員會將會由行政長官擔任主席一職。
核心成員：
- 政務司司長
- 財政司司長
- 律政司司長
- 食物及衛生局局長
- 商務及經濟發展局局長
- 教育局局長
- 勞工及福利局局長
- 運輸及物流局局長
- 環境及生態局局長
- 民政及青年事務局局長
- 保安局局長
- 行政長官辦公室主任
- 衛生署署長
- 政府新聞處處長

委員會在有需要時會增加其他高級官員及非政府專家出任成員。

## 內部連結
- 2009年H1N1流感大流行香港情況
- 中東呼吸綜合症
- 2019冠状病毒病疫情

## 來源及解釋

### 字詞解釋
1. ↑  在這意思指所出現的甲型流感病毒的血凝素亞型有異於過去多年在人類當中傳播的病毒類型